# 達人シリーズ
達人シリーズ（たつじんしりーず）は、NTTデータが開発・販売する税務申告ソフトである。
国税庁のe-Taxを同じNTTデータが開発していることから更新対応が早く、現在では独占に近い状況にある。
申告書作成ツールは3グレード、PKG版、ダウンロード版と種類があり、事務所の規模・用途に合わせてそれぞれ選べるようになっている。
入力画面は帳票そのままのイメージなので手書き感覚で作成が出来るため、比較的PC操作になじみの無い人でも扱いやすい。
さまざまな会計・給与ソフトと連動している為、データを取り込み各種申告書の作成や電子申告が可能となっている。

## 構成
13のソフトと、管理ツールである「達人cube」からなる。
また、申告書作成ツールの「カスタマイズオプション」として、より業種や業態に特化した機能や申告書作成の付帯機能提供している。

### 申告書作成ツール
- 法人税の達人
- 減価償却の達人
- 消費税の達人
- 内訳概況書の達人
- 所得税の達人
- 年調・法定調書の達人
- 相続税の達人
- 財産評価の達人
- 事業所税の達人
- 申請・届出書の達人
- 連結納税の達人
- データ管理の達人
- 電子申告の達人

### 達人cube
- 消費税管理
- 報酬請求
- クラウドデスクトップ
- ウイルス対策
- USBメモリ保護
- ファイル転送
- 仮想化対策
- クラウドストレ～ジ
- アカウント

### カスタマイズオプション
- 一括処理　「所得税の達人」オプション
- 移転価格文書化　「申請・届出書の達人」オプション
- 外部連携　「電子申告の達人」オプション